# رهط (مدينة)
رهط أو رهد (بالعبرية: רַהַט) هي مدينة عربية بدوية تقع في أقصى شمال أرض النقب، تفصل صحراء النقب عن سائر البلاد، وتضم سكان عرب بدو من مختلف أماكن صحراء النقب بالإضافة إلى أقلية من الغزّيين، وتقع شمال غربي أراضي السبع (نحو 11 كم) على ارتفاعٍ قدره 222 مترًا عن سطحِ البحر، ويوجد بها أكبر تجمع للبدو في صحراء النقب، حيث بلغ عدد سكانها حوالي أكثر من 79 ألف نسمة (تعداد عام 2022)، مع احتساب قرى وتجمعات البدو حول البلدة التي ضمت لحدود المدينة يرتفع عدد السكان إلى حوالي الـ 100 الف نسمة.[بحاجة لمصدر]
ويوجد بها أكبر تجمع للبدو في صحراء النقب، ويفخر أهالي المدينة بانتمائهم للأمة الإسلامية والشعب الجزري في شبة جزيرة سيناء وشبة الجزيرة العربية وبلاد الشام، مع اختفاء العادات العشائرية، ويرتبط سكان المدينة وسائر قبائل بئر السبع بعلاقة نسب وقرابة مع قبائل سيناء وجنوب الأردن وشمال غربي المملكة العربية السعودية.

## التسمية
اسم «رهط» هو الاسم العبري وتعني الكلمة المجموعة أو الجماعة باللغة العربية، يطلق عليها اسم «رهد» باللهجة البدوية والعامية، الاسم القديم هو الهزيل.

## المناخ
تتمتع رهط بمناخ شبه جاف (تصنيف كوبن للمناخ: BSh). يبلغ متوسط درجة الحرارة السنوية 19.6 درجة مئوية (67.3 درجة فهرنهايت)، ويهطل حوالي 286 ملم (11.26 بوصة) من الأمطار سنويًا.
| البيانات المناخية لـرهط           | البيانات المناخية لـرهط | البيانات المناخية لـرهط | البيانات المناخية لـرهط | البيانات المناخية لـرهط | البيانات المناخية لـرهط | البيانات المناخية لـرهط | البيانات المناخية لـرهط | البيانات المناخية لـرهط | البيانات المناخية لـرهط | البيانات المناخية لـرهط | البيانات المناخية لـرهط | البيانات المناخية لـرهط | البيانات المناخية لـرهط |
| الشهر                             | يناير                   | فبراير                  | مارس                    | أبريل                   | مايو                    | يونيو                   | يوليو                   | أغسطس                   | سبتمبر                  | أكتوبر                  | نوفمبر                  | ديسمبر                  | المعدل السنوي           |
| --------------------------------- | ----------------------- | ----------------------- | ----------------------- | ----------------------- | ----------------------- | ----------------------- | ----------------------- | ----------------------- | ----------------------- | ----------------------- | ----------------------- | ----------------------- | ----------------------- |
| متوسط درجة الحرارة الكبرى °م (°ف) | 17.1 (62.8)             | 18.2 (64.8)             | 20.8 (69.4)             | 24.3 (75.7)             | 28 (82)                 | 30.6 (87.1)             | 31.7 (89.1)             | 32 (90)                 | 30.3 (86.5)             | 28.5 (83.3)             | 24 (75)                 | 18.8 (65.8)             | 25.4 (77.6)             |
| المتوسط اليومي °م (°ف)            | 12.2 (54.0)             | 13 (55)                 | 15.2 (59.4)             | 18.2 (64.8)             | 21.6 (70.9)             | 24.2 (75.6)             | 25.6 (78.1)             | 26 (79)                 | 24.4 (75.9)             | 22.3 (72.1)             | 18.3 (64.9)             | 13.9 (57.0)             | 19.6 (67.2)             |
| متوسط درجة الحرارة الصغرى °م (°ف) | 7.3 (45.1)              | 7.9 (46.2)              | 9.6 (49.3)              | 12.2 (54.0)             | 15.2 (59.4)             | 17.8 (64.0)             | 19.6 (67.3)             | 20 (68)                 | 18.5 (65.3)             | 16.1 (61.0)             | 12.6 (54.7)             | 9 (48)                  | 13.8 (56.9)             |
| الهطول مم (إنش)                   | 69 (2.7)                | 51 (2.0)                | 42 (1.7)                | 9 (0.4)                 | 3 (0.1)                 | 0 (0)                   | 0 (0)                   | 0 (0)                   | 0 (0)                   | 8 (0.3)                 | 42 (1.7)                | 62 (2.4)                | 286 (11.3)              |
| المصدر:                           |                         |                         |                         |                         |                         |                         |                         |                         |                         |                         |                         |                         |                         |

## التاريخ
هي مدينة عربية تقع في الجزء الشمالي من النقب وتتبع لقضاء بئر السبع تأسست سنة 1972 حتى سنة 1972 وكانت المدينة تسمى بـ«الهزيل» قبل تغير اسمها، ويوجد في ضواحيها الشرقية آثار قديمة تعود إلى الحقبة العمورية والرومانية، اكتشفت فيها مستوطنات بشرية قديمه وقبور اثرية واقدم مسجد في النقب يرجع لفترة بدايات الفتح الإسلامي، في العصر العثماني كانت تسكنها عائلات الحكوك - قبيلة التياها، وفي عهد الحكم الإسرائيلي سكنتها العائلات البدوية من مختلف مناطق النقب بعد تقديم الخدمات الصحية والمياة والكهرباء فيها، وسرعان ما ازداد عدد سكانها وأصبحت العائلات فيها عشائر كبيرة، وتعدّ النسبة النمو السكاني في هذه المدينة الأعلى في العالم كله.
| عام             | 1983  | 1995   | 2000   | 2006   | 2011   | 2014   |
| --------------- | ----- | ------ | ------ | ------ | ------ | ------ |
| التعداد السكاني | 9,200 | 22,456 | 30,653 | 40,000 | 71,000 | 80,000 |

تسكن المدينة عدة عشائر وهي كالتالي
| العشيرة           | البلد الأصل |
| ----------------- | --- |
| التياها           | من السكان القدماء لأرض النقب وسيناء. وفي رهط هم ينقسمون إلى الاسد والحجوج والهزيل والعتايقة والقشاعله والجلاوي والقصاصي وأبو سمور وأبو حامد وأبو سدرة وأبو سكوت والطلالقة والأفينش وأبو جبر وأبو غيث، جدهم يدعى سالم التيهي وتسمى القبيلة بالتياها نسبة إلى منطقة التيه (بلاد التياها) وسط سيناء، ومنطقة التيه هي الأرض التي تاه فيها بنو إسرائيل أربعين سنة. |
| الترابين          | من السكان القدماء لأرض النقب وسيناء أصلهم من قبيلة البقوم من الأزد من سبأ، جاءوا من بلاد البقوم من شبة الجزيرة العربية من وادي تربة لهذا أُطلق عليهم اسم الترابين، وفي رهط ينقسمون إلى أبو صهيبان وأبو غظيه والصانع والحسنات. |
| القريناوية        | سموا بالقريناوي نسبة لمدينة القرين بالشرقية غرب سيناء وتنتشر هذه العشيرة في كافة بقاع البلاد من أقاصي الأردن إلى سيناء جنوباً وبالداخل من اللد إلى نابلس إلى رهط إلى غزة لكن رهط في النقب معقلهم الرئيسي حيث يشكّلون نسبة كبيرة من السكان وهم بالأصل أبناء عمومة خرجوا من منطقة القرين وهم اليوم ينقسمون إلى عدة عشائر قوم الشيخ، قوم الحج، المناصير، قوم حسن (عراد وفناخير)، قوم حرب، قوم حسن أبو حماد، وعائلات أخرى كثيرة وجميعهم أبناء عمومة باستثناء قوم عبيد (قريناوية حورة) الصيامات وعائلة "أبو قلبين" حيث ترجع هذه العائلتين إلى الترابين، وقبيلة ال قرين أو القريناوي أو عرب القرينات هي من العشائر التي تنتشر على نطاق واسع في مصر. |
| العزازمة          | من شبة الجزيرة العربية من قبيلة بلي من سبأ، وهم بدو ينتشرون في كافة أنحاء النقب وسيناء، ومن بلداتهم عبدة، وبئر هداج، وشكيب، ووادي النعم. |
| الحويطات          | أصلهم من شمال شبة الجزيرة العربية وداخل المدينة ينقسمون إلى عائلات العرجان والعمران وأبو قرشين والقايد والمساعيد وأبو عجمي. |
| الظُلاّم            | من شبة الجزيرة العربية من قبيلة بلي من سبأ، يسمون بالظُلام نسبة لجدهم الذي سمي بالظالم وسمي أحفاده بالظُلام. |
| القديرات          | قبيلة تنحدر من قبيلة التياها لكنها انفصلت عنهم ومنهم بالمدينة السيديين وأبو صلب |
| الجبور            | من قبيلة الجبور في العراق وشمال الشام. |
| أبو صيام          | أصلهم من مصر وهم أبناء عمومه قوم عبيد (قريناوية حورة) |
| الغزازوة          | وهم أبو الطيف وأبو نمر وأبو صويص والشوربجي أصلهم غزاوي من قطاع غزة، و"السلوية" حلف من بدو وفلاليح غزة عيال سلوى (أبو عابد وأبو جامع والشامي وأبو فريح وأبو هاني) ويقال أن أصولهم ترجع إلى مدينة سلا في المغرب. |
| الشوربجي          | وهم من الغزازوة لكنهم من أصول تركيه اناضولية |
| القلاعية          | حلف قبلي من بدو وفلاليح غزة وأصلهم من قلعة خان يونس في غزة وقيل من قلعة بني معان بالأردن وهم ينقسمون بالمدينة إلى العمور والزبارقة والنصاصره وأبو غرارة. |
| الطورة            | عشيرة تشكلت من حلف قبلي بين عشائر منطقة الطور (الرشيدات ومزينة والعليقات والصوالحة والقرارشة والحماضة) في طور سيناء، وهم داخل المدينة عدة عشائر وينقسمون إلى أبو زايد وأبو مديغم والملاحي وأبو فريح، سموا بالطورة نسبة لمنطقة الطور في سيناء. |
| السودانية         | أصلهم من السودان واثيوبيا وهم الكملات والعبيد وأبو بلال والقاضي. |
| الزيادنة          | أصلهم من الأردن والجليل الأعلى كان لهم مخاتير ومشْيخات حكمت بعض القرى في الجليل وقد استعملهم العثمانيين في الهجمات على جنوب لبنان. |
| عائلة الشّافعي     | عشيرة الشّافعيّ يقال انها ترجع الي قريش وأغلب العشيرة في قطاع غزّة (النّصيرات، دير البلح) موطن الامام الشافعي، وفي الضّفّة الغربيّة (طولكرم، نابلس، الفارعة، بلاطة)، وفي الأردن (إربد، البقعاء، عمّان). |
| العبرة، أبو العسل | أصلهم من منطقة المثلث. |

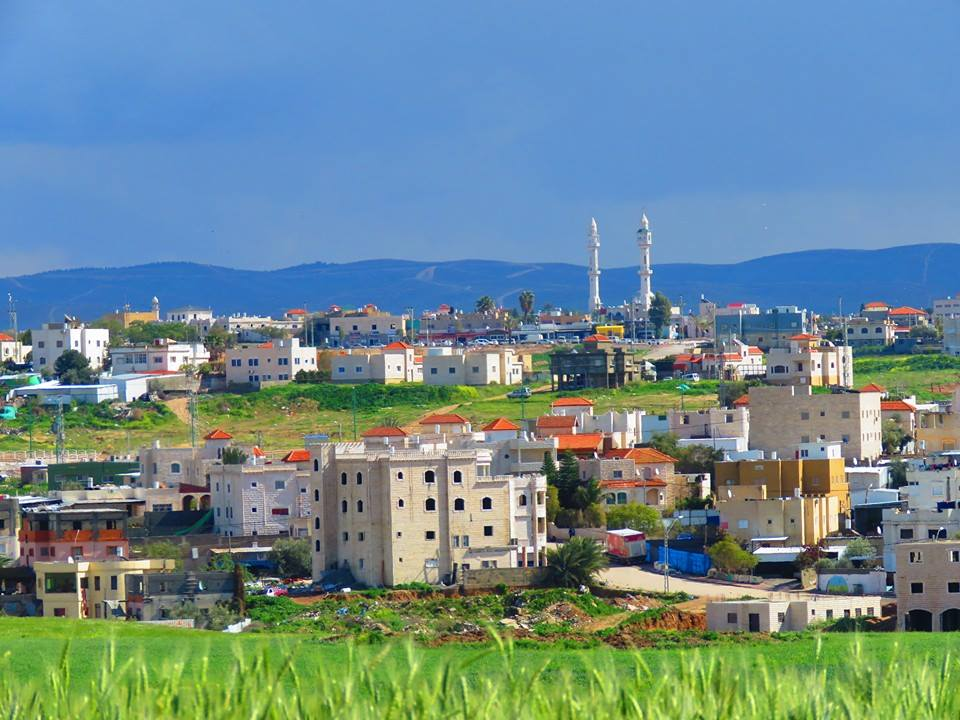
مدينة رهط ويظهر في الخلفية جبال سليمان

تضم المدينة 33 حي مقسم عشائرياً ومنطقة صناعية تقع في الشرق عند مدخل المدينة وسوق مركزي يقع في مركز المدينة ويعمل به الكثير من الباعة الفلسطينيين، وكما يسكن بالمدينة أفراد وعائلات عرب قليلون من شمال ووسط إسرائيل يعملون كمعلمين أو أطباء أو يدرسون في الجامعات، وكما يوجد في ضواحي المدينة مجموعات وعشائر من البدو الرحل، وتحيط بالمدينة من جهة الشمال الغربي أحراش واسعة من شجر السرو.

## التوطين

### جنوب رهط
تبلغ مساحة الضاحية رقم 8 نحو 3,900 دونم بمساحة 1000 متر لكل دونم، والضاحية رقم 7 مساحتها نحو 3000 دونم، مما يكفي لاسكان 90 الف انسان أو 13,000 عائلة، بمساحة نصف دونم لكل عائله، والضواحي رقم 10 و 11 تبلغ مساحتها 7000 دونم لكن السلطة البلدية المحلية وسلطه توطين البدو تماطل وترفض تسويق ضاحيه رقم 8 و 7 و10 و11 حتى ترفع اسعار الأراضي أكثر، وبسبب تلك السياسة أصبحت اسعار الأراضي في رهط خيالية حيث أصبحت تساوي سعر الأراضي في المدن الكبرى مثل تل ابيب، من اجل منع التكاثر الطبيعي للعرب.
أما وادي خزان الذي تبلغ مساحته نحو 3000 دونم بمساحة ألف متر لكل دونم، فيقع بين الضواحي الجديده ورهط القديمه، وتكفي اراضي وادي خزان لاسكان 6,000 عائله بمساحة نصف دونم لكل عائلة أي نحو 42 الف انسان لكن السلطة البلدية المحلية تمنع تخصيص اراضي الوادي للسكن أو السماح باقامه احياء سكنيه عليه أو سوق للاستفادة منه اقتصادياً. ورغم ذلك سمحت السلطة البلديه بانشاء حي الافينش الجديد فوق اراضي الوادي الشرقي المحاذي لرهط. وقد قدم سابقاً لبلدية رهط مقترح اقامة «حي الجزيرة» فوق اراضي وادي خزان ومع تخطيط شارع سريع يستمر من بدايه المدينة لنهايتها وسوق, لكن السلطة البلدية السابقة رفضت المشروع وقررت منع الناس من السكن هناك واغلاق المنطقة بسياج حديدي وبناء فوق اراضي الوادي قصر ثقافي وبركة سباحة ومحل الهودج للنساء وعده بنايات بشكل عبثي ودون تخطيط بشكل سليم.
أما الضاحية رقم 6 فيوجد علي اراضيها 5,000 نسمه في قرية العتايقة وقرى بدوية أخرى ولا يصلح إقامة أحياء عليها، أما ارض ضاحية رقم 12 فهي ملك خاص لعائلة أبو جبر التي لم تتنازل أو توقع اتفاق تبادل الاراضي مع دائرة اراضي إسرائيل. تقوم سلطة توطين البدو أحيانا بالاتفاق مع العشائر البدوية على هدم قراهم البدوية غير المرغوب فيها ومصادرة أراضيهم الواسعة مقابل إعطائهم تعويضات مالية ودونمات قليلة صغيرة المساحة في حارات جديدة في رهط لكنها تجعل أبناءهم مستقبلا يدفعون ملايين ومئات آلاف الشواقل إذا أرادوا شراء قسيمة أرض صغيرة في رهط أو في البلدات المعترف بها. لذلك يرفض البدو الانتقال من أراضيهم ويريدون الاعتراف بقراهم أو قرى جديدة خاصة بعشائرهم وليس بلدات مختلطة عائلياً، ومع توفير اراضي وقسائم سكنية مستقبلاً لأبنائهم واحفادهم بمساحات جيدة وباسعار ثابتة ومنخفضة وغير متغيرة مطلقاً.

### شمال رهط
بعد توسعه مساحة اراضي رهط، أصبحت المدينة تشمل المنطقة الشمالية التي ضمت لنطاق بلدية رهط، وتحوي هذه المنطقة قريتين صغيرتين، قرية الزيادنه وقرية أبو وادي الحديثة، مشروع شمال رهط هو مشروع سكني جديد سيقام في هذه المنطقة، سيتم ترخيص بيوت القريتين كاحياء في المدينة وبالتالي منع عمليات الهدم، وستتم اقامة 5 ضواحٍ سكنية. وبالإضافة الي ذلك سيقام مركز تجاري حيوي مشترك مع شوفال ولهافيم يقع قرب محطة بيت كاما, على غرار المنطقة الصناعية المشتركة لهافيم-رهط.

## المواقع الاثرية

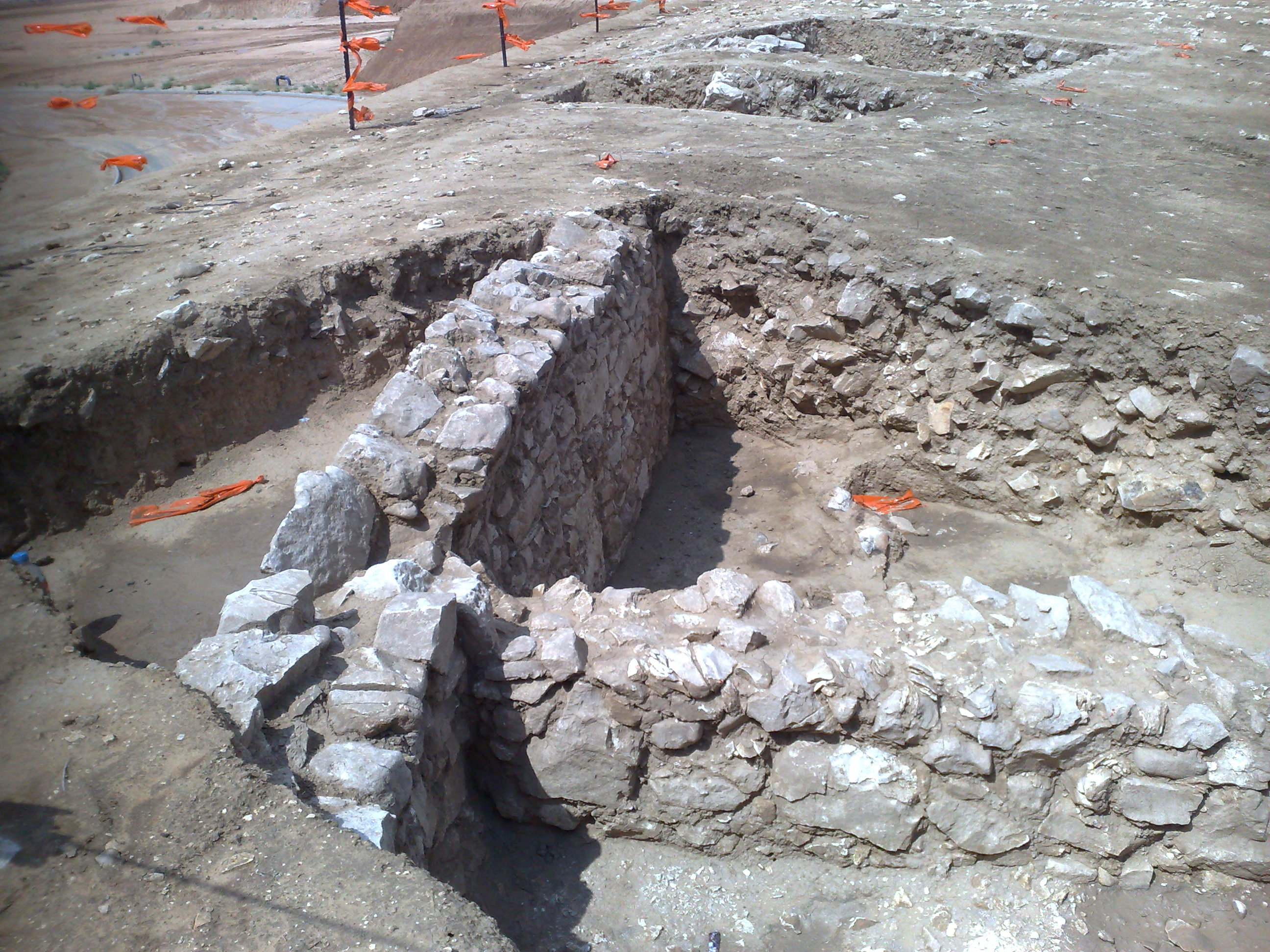
جدران حاملة من الحجر لسقف مبنى اثري، طول القصر الأثري 200 متر وعرضة 50 مترًا وهو مدفون تحت التراب على تل في منطقة عيدان هنقيب، تمت ازالة الموقع الاثري والمقابر التي اكتشفت من قبل الشركة المسؤولة عن تطوير عيدان هنقيب

- قرية وقبور وقصر مدفون على التل يرجع ل1700 سنه في عيدان هنقيب
- قلعه ومباني ترجع إلى العصر البيزنطي - ارضيه فسيفساء- جبعوت بار
- احد اقدم المساجد في البلاد يرجع إلى العصر الاموي
- مسجد ثانٍ وقرية ومصنع صابون يرجع تأريخه إلى العصر العباسي
- بيوت اثرية في احراش رهط
- بيوت ومقابر اثرية قرب شوفال - اسفل الطريق الرئيسي

## مشروع بلدية جنوب رهط
بسبب سوء الخدمات والاعباء الواقعة على بلدية رهط وعجزها عن تلبية مطالب السكان، هناك مقترحات لفصل جنوب رهط (المتحاميم) عن رهط، لتكون مثل بلدية عومر وبلدية بئر السبع، وبالتالي سوف يسرع ذلك في اسكان سكان رهط في الضواحي الجديدة 7 و 8 و10 و11 و12 و14 وحصول الناس علي اراضٍ بمساحات جيدة تبلغ الف متر للفرد.[بحاجة لمصدر]

## المعادن
تحتوي الأرض جنوب رهط على كميات كبيرة جدا من الصخر الأبيض ومعدن الدولوميت ومعدن الكاولين، وتستعمل هذه المعادن في شتى المجالات من صناعة حجر الزينة، وتبليط الشوارع وتصدر إلى مصانع الأسمنت والدهانات والزجاج والبلاستيك والسيراميك.